# Guvernul Salvării Naționale
Guverntul Salvării Naționale a fost un guvern marionetă pro-nazist întemeiat pe teritorii ale Serbiei după năvălirea forțelor Axei în Regatul Iugoslaviei. Primul ministru al statului pe parcursul vremii sale a fost generalul Milan Nedić.

## Adăpostirea refugiaților
Guvernul Salvării Naționale a primit mai mulți refugiați sârbi care doreau să scape de persecutarea din Statul Independent Croat sau alte țări.